# Corus Entertainment
Corus Entertainment Inc. (Стилизованный под corus, а также COrus в их предыдущем логотипе) — канадский международный конгломерат средств массовой информации и развлечений со штаб-квартирой на набережной Коурс в Торонто, Онтарио. Основан 1 сентября 1999 года как дочерняя компания Shaw Communications. Имеет крупные холдинги в радио, издательской и телеиндустрии.
Руководители: Дуг Мерфи (президент / генеральный директор) и Хизер Шоу (исполнительный председатель).
Количество работников — 3 360 (на 2022 год).
Cours широко представлен в канадском вещании как владелец национальной сети Global Television Network (15 традиционных станций), 39 радиостанций и портфель из 33 специализированных телевизионных услуг. Cours доминирует в индустрии детского телевидения Канады, владея внутренними телеканалами YTV, Teletoon и Treehouse, анимационной студией Nelvana и издательством Kids Can Press , а также местными версиями Adult Swim, Cartoon Network, Disney Channel, Disney Junior, Disney XD и бренды Nickelodeon.

## История
В сентябре 1999 года Corus приобрела вещательные активы Power Corporation of Canada, в которые входили четыре телевизионные станции и шестнадцать радиостанций. В октябре 1999 года было объявлено, что в рамках распада Western International Communications (WIC) Corus приобретет 12 радиостанций компании и большинство её специализированных каналов.
До 2003 года пост генерального директора занимал Джон Кассадей.
Второе воплощение медиа-подразделения Shaw, созданное из собственности обанкротившейся Canwest Global, было передано Corus 1 апреля 2016 года, что дало ему контроль над беспроводной глобальной сетью и 19 дополнительными специализированными каналами. В мае 2019 года Shaw объявила, что продаст свои акции Corus примерно за 500 миллионов долларов.
В 2022 году Corus Entertainment заключила общую сделку с британо-канадской продюсерской компанией Dominion of Drama и назначила её основателя Джеффа Нортона главой своего нового подразделения Waterside Studios.
В этом же году компания впервые выпустила отчёт об устойчивом развитии. В отчёте публично раскрывается разнообразие рабочих мест в компании. Corus также учредил отдел по этике и поведению, который занимается реагированием на вопросы, высказанные сотрудниками, в том числе на анонимные сообщения.
В первой половине 2023 года Corus Entertainment сообщает об убытках в размере 15,5 млн. долларов и снижении выручки по сравнению с прошлым годом.